# Рогова обманка звичайна
Рогова обманка звичайна — мінерал, амфібол, бідний на SiO2 і збагачений окисним залізом. Синонім виду: магно-горнбленд / феро-горнбленд.

## Загальний опис
Хімічна формула: (Ca, Na, K)2-3(Mg, Fe2+, Fe3+, Al)5[(OH, F)2|(Si, Al)2Si6O22].
Склад у % (з Рісгегенд, ФРН): Na2O — 0,58; K2O — 1,12; CaO — 10,57; MgO — 12,01; FeO — 14,48; Fe2O3 — 0,20; Al2O3 — 11,28; SiO2 — 49,16; H2O — 0,98.
Домішки: TiO2 (0,18); MnO (0,14).
Сингонія моноклінна, призматичний вид.
Утворює довгопризматичні до голчастих і волокнисті кристали.
Спайність досконала.
Густина 3,0-3,50.
Твердість 5,5-20000
Колір від світло- до темно-зеленого, бурий; якщо мало заліза — безбарвна або майже безбарвна.
Важливий породоутворювальний мінерал інтрузивних вивержених порід середньої основності і метаморфічних порід (амфіболітів, амфіболітових сланців, ґнейсів). (A. G. Werner, 1789).